# Aquiles Priester
Pour les articles homonymes, voir Priester.
Aquiles Priester, né le 25 juin 1971 à Otjo en Afrique du Sud-Ouest, est un batteur brésilien, actuellement batteur des groupes de metal Hangar, Midas Fate, Noturnall et le groupe allemand Primal Fear. Il est également l'ancien batteur d'Angra.
Il utilise des cymbales Paiste et des peaux Evans.

## Biographie
Aquiles Priester est né à Otjo, en Afrique du Sud-Ouest. Il découvre la batterie à l'âge de quatre ans en regardant un jazz band à la télévision.
En 1977, il part pour le Brésil où il joue au football jusqu'en 1985. La même année, il assiste au festival "Rock in Rio" où il décide de devenir batteur. Bien qu'il commença à jouer sur des boîtes de métal, il réussit finalement à assembler un kit composé d'une caisse claire, d'un tom (qu'il avait emprunté à son école), une grosse caisse, une charleston, et une cymbale. Ses plus grandes influences sont Nicko McBrain d'Iron Maiden et Deen Castronovo de Journey.
Un groupe de télévision locale appelé The Tropical Band aperçoit alors ses performances et l'invite à jouer quelques morceaux ; plus tard le groupe Style Livre le recrute. En 2000, il parvient à auditionner pour Angra, groupe avec lequel il continuera de jouer jusqu'à la fin 2007. Il enregistre avec le groupe 5 albums : Rebirth (2001), Hunters and Prey (2002), Live in São Paulo (2003), Temple of Shadows (2004) et enfin Aurora Consurgens (2006). Le live à  São Paulo est aussi disponible en DVD. Cet album sera salué par le fait qu'il présente la nouvelle mouture de Angra en concert, mais critiqué pour sa piètre qualité sonore tout juste digne d'un bootleg officiel. Bien qu'Aquiles soit déjà reconnu comme un bon batteur, c'est grâce à sa présence dans le groupe qu'il acquiert la notoriété et une reconnaissance mondiale.
C'est alors qu'il quitte le groupe pour se consacrer à son autre projet, Hangar.
Sa maîtrise de l'instrument et son sens de la pédagogie lui permettent de produire plusieurs DVD dans lesquels il partage sa passion de la batterie au travers d'exercices, ainsi que par la présentation de morceau personnels dans lesquels sa dextérité est largement mise en valeur.
Son style est assez typique des batteurs de métal progressif, très complet, mêlant une utilisation régulière de la double grosse caisse, breaks, rythme ultra-rapide, et une très grande technicité. À cela, Aquiles rajoute ses influences et sa grande culture des rythmes sud-américains, ce qui lui donne une personnalité musicale assez caractéristique.
En 2010, à 39 ans, il auditionne aux côtés de six autres batteurs pour devenir le nouveau batteur de Dream Theater à la suite du départ de Mike Portnoy. Il ne sera pas retenu, mais il apparaît dans le DVD The Spirit Carries On qui relate ces auditions.
En 2014, Primal Fear annonce sur sa page officielle Facebook qu'Aquiles Priester est son nouveau batteur.
En septembre 2017, il est le batteur du groupe W.A.S.P. sur la tournée Re-Idolized.